# Fred Stillkrauth
Fred Stillkrauth (* 14. August 1939 in München; † 7. August 2020 ebenda) war ein deutscher Theater- und Volksschauspieler.

## Leben
Fred Stillkrauth absolvierte die renommierte Otto-Falckenberg-Schule in München und erhielt erste Engagements an verschiedenen Theatern. Nach dem Tod von Fritz Straßner übernahm er die Rolle des Brandner Kaspar in Kurt Wilhelms Theaterstück Der Brandner Kaspar und das ewig’ Leben von 1975, das im Bayerischen Staatsschauspiel bis ins Jahr 2001 in über tausend Aufführungen gespielt wurde. Auch in Dieter Dorns Abschieds-Inszenierung Das Käthchen von Heilbronn am Staatsschauspiel im Februar 2011 war er im Ensemble.
Seine Popularität fußte sowohl im Theater als auch im BR-Fernsehen nicht zuletzt auf dialektgefärbten Rollen. In der Fernsehreihe Komödienstadel des Bayerischen Rundfunks zum Beispiel gehörte er quasi zur Dauerbesetzung. Auftritte hatte er auch als Fleischgroßhändler in der Serie Zur Freiheit und als Kriminaler Lederer in der Serie Löwengrube, in denen er zwei völlig unterschiedliche Charaktere verkörperte. Im April 2008 war Fred Stillkrauth in der Tatort-Produktion Der oide Depp des Bayerischen Rundfunks in einer Hauptrolle als Kriminaloberkommissar „Opa Sirsch“ zu sehen. Fred Stillkrauth ist eine Woche vor seinem 81. Geburtstag verstorben.

## Theater
- Münchner Kammerspiele
- Schauspiel Frankfurt
- Bayerisches Staatsschauspiel

## Filmografie

### Kino
- 1971: Jaider – der einsame Jäger
- 1973: Verflucht dies Amerika
- 1975: Umarmungen und andere Sachen
- 1975: Champagner aus dem Knobelbecher
- 1977: Steiner – Das Eiserne Kreuz (Cross of Iron)
- 1979: Zum Gasthof der spritzigen Mädchen
- 1979: Zwei Däninnen in Lederhosen
- 1980: Drei Lederhosen in St. Tropez
- 1980: Der Kurpfuscher und seine fixen Töchter
- 1981: Ein Kaktus ist kein Lutschbonbon
- 1987: Hatschipuh (nur Stimme)
- 1990: Das schreckliche Mädchen
- 1991: Wildfeuer
- 2006: Wie Licht schmeckt
- 2011: Resturlaub
- 2012: Omamamia

### Fernsehen (Auswahl)
- 1967: Das Bild
- 1968: Die Söhne
- 1970: Die seltsamen Methoden des Franz Josef Wanninger (Fernsehserie, 1 Folge)
- 1971: Lerchenpark – Moderne Geschichten aus einer Satellitenstadt (Fernsehserie)
- 1973: Okay S.I.R.: Kastanien aus dem Feuer (Fernsehserie, 1 Folge)
- 1973: Kara Ben Nemsi Effendi (Fernsehserie, 4 Folgen)
- 1974: Mary Stuart
- 1975: Floris von Rosemund (Fernsehserie, 13 Folgen)
- 1975: Ludwig Wittgenstein – Biographische und philosophische Untersuchungen
- 1975: Ein Fall für Männdli (Fernsehserie, 1 Folge)
- 1976: Das Land der Blinden oder Von einem der auszog
- 1976: Zwickelbach & Co. (Fernsehserie, 1 Folge)
- 1976: Graf Yoster gibt sich die Ehre (Fernsehserie, 2 Folgen)
- 1978: Das Männerquartett
- 1978: Sachrang
- 1979: Neues aus Transkastanien (Fernsehserie)
- 1981–2009: Tatort (Fernsehreihe)
  - 1981: Im Fadenkreuz
  - 1996: Aida
  - 2007: A g’mahde Wiesn
  - 2008: Der oide Depp
  - 2009: Um jeden Preis
- 1984: Angelo und Luzy (Fernsehserie, 1 Folge)
- 1984: Wie im Paradies oder Ein gnadenloser Tag im Leben des Alois B.
- 1985: Hochzeit (Regie: Kurt Wilhelm)
- 1986: Stinkwut
- 1986: Der Unfried
- 1987: Hans im Glück
- 1987: Zur Freiheit (Fernsehserie, 5 Folgen)
- 1988: Ein naheliegender Mord
- 1989: Die schnelle Gerdi (Fernsehserie, 3 Folgen)
- 1989–1990: Löwengrube (Fernsehserie, 10 Folgen)
- 1990–1991: Café Meineid (Fernsehserie, 26 Folgen)
- 1991: Wer Knecht ist, soll Knecht bleiben
- 1991: Forsthaus Falkenau (Fernsehserie, Folge: Sorgen)
- 1991–2005: Der Komödienstadel
  - 1991: Millionen im Heu
  - 1993: Der siebte Bua
  - 1994: Die Hochzeitskutsche
  - 1998: Der verkaufte Großvater
  - 1999: Der Leberkasbaron
  - 2005: Kuckuckskind
- 1992: Der Unschuldsengel
- 1992: Die zweite Heimat – Chronik einer Jugend (Fernsehserie, 3 Folgen)
- 1992: Der Bergdoktor (Fernsehserie, 2 Folgen)
- 1993: Wildbach (Fernsehserie, 10 Folgen)
- 1994: Lutz & Hardy (Fernsehserie, 1 Folge)
- 1995: Hölleisengretl
- 1995: Die Fernsehsaga – Eine steirische Fernsehgeschichte (TV-Zweiteiler)
- 1996: Kriminaltango (Fernsehserie, 1 Folge)
- 1996 und 2008: Der Bulle von Tölz (Fernsehserie)
  - 1996: Palermo ist nah
  - 2008: Die Leonhardifahrer
- 1997: Solo für Sudmann (Fernsehserie, 3 Folgen)
- 1997: Doktor Knock
- 1997: Der Maulkorb
- 1998: Die unerwünschte Zeugin
- 1998: Krambambuli
- 1998: Die Ehrabschneider
- 1999: Die Verbrechen des Professor Capellari (Fernsehserie, 1 Folge)
- 1999: Zum Sterben schön
- 2001: Dich schickt der Himmel
- 2001: Blumen für Polt
- 2002: Bobby
- 2002: Hinterlassenschaften
- 2002: Himmelreich auf Erden
- 2004: Im Tal des Schweigens (Fernsehserie, 1 Folge)
- 2004: 21 Liebesbriefe
- 2004: Mr. und Mrs. Right
- 2005: Zeit der Fische
- 2006: Der Alte (Fernsehserie, Folge 313: Tödliches Schweigen)
- 2006: Franziskas Gespür für Männer
- 2008: Mord in aller Unschuld
- 2008: Das Beste kommt erst
- 2008: Liebe und andere Gefahren
- 2009: Neues aus Büttenwarder (Fernsehserie, 1 Folge)
- 2010: Ein Fall für zwei (Fernsehserie, 1 Folge)
- 2011: Von Mäusen und Lügen
- 2012: Obendrüber, da schneit es
- 2012: Heiter bis tödlich: München 7 (Fernsehserie, Folge: Ein letztes Mal)
- 2012: Polizeiruf 110 – Schuld
- 2012: Das Wunder von Merching
- 2012: In den besten Familien
- 2012: Hansi und Hubsi
- 2012: Obendrüber da schneit es
- 2013: München 7 (Fernsehserie, 1 Folge)
- 2013: Beste Bescherung
- 2014: Die Tote aus der Schlucht
- 2015: Vier Frauen und ein Todesfall (Fernsehserie, 1 Folge)
- 2015: Storno: Todsicher versichert
- 2015: Mord in bester Gesellschaft: Das Scheusal (Fernsehserie, 1 Folge)
- 2015: Hubert und Staller (Fernsehserie, 2 Folgen)
- 2015: Das beste aller Leben
- 2015–2020: Lena Lorenz (ZDF-Fernsehfilmreihe, 21 Folgen)
- 2016: Schutzpatron. Ein Kluftingerkrimi
- 2016: Was im Leben zählt
- 2016: Schwarzach 23 und die Jagd nach dem Mordsfinger
- 2017: München Mord: Einer, der’s geschafft hat (Fernsehserie, 1 Folge)
- 2017: Unter Verdacht (Fernsehserie, 1 Folge)
- 2017: Falsche Siebziger
- 2017: Wenn Frauen ausziehen
- 2018: Bier Royal (Fernsehserie, 2 Folgen)
- 2019: Servus, Schwiegersohn!
- 2019: SOKO München – Ungleiche Brüder
- 2020: Frühling – Keine Angst vorm Leben
- 2020: Dahoam is Dahoam (Fernsehserie, 3 Folgen, Gastrolle als ital. Weingutbesitzer)